# Controlul hemoragiei în caz de urgență
Controlul hemoragiei în caz de urgență descrie acțiunile care controlează hemoragia de la un pacient care a suferit un traumatism sau care are o afecțiune care a provocat sângerare. Multe tehnici de control al sângerării sunt predate ca parte a primului ajutor în întreaga lume, deși unele tehnici mai avansate, cum ar fi garou, sunt adesea predate ca fiind rezervate pentru utilizarea de către profesioniștii din domeniul sănătății sau ca o ultimă soluție absolută pentru a atenua riscurile asociate , cum ar fi pierderea potențială a membrelor. Pentru a gestiona eficient sângerările, este important să puteți identifica cu ușurință tipurile de răni și tipurile de sângerări.

## Vezi și
- Bandaj
- Primul ajutor